# 肯皮內亞卡鄉
45°42′N 27°08′E / 45.700°N 27.133°E
肯皮內亞卡鄉（羅馬尼亞語：Comuna Câmpineanca, Vrancea），是羅馬尼亞的鄉份，位於該國東部，由弗朗恰縣負責管轄，面積20平方公里，海拔高度78米，2002年人口3,534，人口密度每平方公里181人。